# Dasyornithidae
Los dasiornítidos (Dasyornithidae) son una familia de aves del orden Passeriformes. Es endémica de las áreas de costa y subcostas del sudeste y sudoeste de Australia. Contienen únicamente un género, Dasyornis y tres especies. Sibley y Monroe (1990, 1993) la consideraban como una subfamília de las Pardalotidae.

## Especies
Las tres especies de la familia son:
- Dasyornis brachypterus (Latham, 1801) - picocerdas oriental;
- Dasyornis broadbenti (McCoy, 1867) - picocerdas rufo;
- Dasyornis longirostris (Gould, 1841) - picocerdas occidental.